# Alejandro Villanueva
Carlos Alejandro Villanueva Martinez (* 4. Juni 1908 in Lima; † 11. April 1944 ebenda) war ein peruanischer Fußballspieler, der mit der Nationalmannschaft seines Heimatlandes an der Fußballweltmeisterschaft 1930 teilnahm.

## Karriere

### Verein
Alejandro Villanueva begann seine fußballerische Laufbahn im Jahre 1927. Von 1927 bis zu seinem Karriereende 1943 spielte er für Alianza Lima, einen der bedeutendsten Vereine in Peru. Mit Alianza gewann Alejandro Villanueva, der 1908 in Perus Hauptstadt Lima geboren wurde, fünfmal die peruanische Fußballmeisterschaft. Der erste Titelgewinn gelang in Villanuevas erstem Jahr bei dem Verein. 1927 gewann man die Meisterschaft mit einem Punkt Vorsprung vor Unión Buenos Aires, nachdem drei Spiele ausgetragen wurden. Im Jahr darauf nahmen schon mehr Mannschaften an der Primera División teil, nämlich diesmal 19 Mannschaften. Erneut konnte sich Alianza den Titel sichern, im Endspiel wurde der Stadtrivale und aktuelle Fußballrekordmeister Perus, Universitario de Deportes, mit 3:1 besiegt. Nach zwei Jahren ohne Titelgewinn konnte die nächste Meisterschaft im Jahre 1931 gefeiert werden, als man in der Tabelle den ersten Platz vor Sporting Cristal belegte. In den beiden Jahren darauf konnte Alianza den Titelgewinn von 1931 wiederholen und sich weitere zwei Male die nationale Meisterschaft sichern.

### Nationalmannschaft
In der peruanischen Fußballnationalmannschaft kam Alejandro Villanueva zwischen 1927 und 1937 zu elf Einsätzen, in denen ihm sechs Tore gelangen. Mit der Nationalmannschaft seines Heimatlandes nahm Villanueva an der ersten Fußball-Weltmeisterschaft der Geschichte, der von 1930 in Uruguay, teil. Beim Weltchampionat kam Villanueva zwar in beiden Spielen der Peruaner zum Einsatz, konnte aber das Ausscheiden nach der Vorrunde nicht verhindern, nachdem Peru gegen Uruguay, den späteren Weltmeister, mit 0:1 und gegen Rumänien mit 1:3 verloren hatte. Neben der Fußball-Weltmeisterschaft nahm Alejandro Villanueva mit der peruanischen Auswahl auch an einigen Kontinentalmeisterschaften in Amerika teil. Zweimal gelang dabei der Gewinn der Bronzemedaille bei den Copa Américas 1927 und 1935, jeweils im eigenen Land. Zum Ende seiner Nationalmannschaftskarriere nahm er auch noch an den Olympischen Sommerspielen in Berlin im Jahre 1936 teil, wo Peru im Viertelfinale scheiterte, trotz dass sie das Spiel gewannen, denn, nachdem peruanische Zuschauer das Spielfeld nach dem Führungstreffer gegen Österreich in der Verlängerung gestürmt hatten, legte der Gegner aus der Alpenrepublik gegen das Ergebnis Protest ein und die FIFA ordnete eine Wiederholung an, zu der Peru nicht antrat und somit ausschied.

## Nach der Karriere
Alejandro Villanueva beendete seine aktive fußballerische Laufbahn im Jahre 1937. In den Vierzigerjahren erkrankte er an Tuberkulose und starb am 11. April 1944 im Alter von 35 Jahren an den Folgen dieser Krankheit. Im Jahre 2000 wurde das Stadion seines Heimatvereins Alianza Lima, das Estadio Alianza Lima, in Anlehnung an Villanueva, der in Peru während seiner Karriere auch für den Fallrückzieher bekannt war, den er fast perfekt beherrschte, in Estadio Alejandro Villanueva umbenannt.